# Оршанка (Совєтський район)
Орша́нка (рос. Оршанка, марій. Оршанке) — присілок у складі Совєтського району Марій Ел, Росія. Входить до складу Алексієвського сільського поселення.

## Населення
Населення — 1 особа (2010; 0 у 2002).